# Pericoma rivularis
Pericoma rivularis és una espècie d'insecte dípter pertanyent a la família dels psicòdids que es troba a Europa: les illes Britàniques, Alemanya, Noruega, Finlàndia (incloent-hi les illes Åland) i Suècia.